# Brompton-by-Sawdon
Brompton-by-Sawdon – wieś w Anglii, w hrabstwie North Yorkshire, w dystrykcie (unitary authority) North Yorkshire, w civil parish Brompton. Leży 46 km na północny wschód od miasta York i 304 km na północ od Londynu. W 2001 miejscowość liczyła 516 mieszkańców.